# Pseudaesopia
Pseudaesopia is een geslacht van straalvinnige vissen uit de familie van de eigenlijke tongen (Soleidae).

## Soort
- Pseudaesopia japonica (Bleeker, 1860)